# Исторический пакт
Исторический пакт «Колумбия может» — колумбийская избирательная коалиция левых и левоцентристских сил, состоящая в основном из политических партий прогрессивной, социалистической и социал-демократической идеологии. Пакт был основан 11 февраля 2021 года на пресс-конференции, в которой приняли участие несколько политических лидеров. В него вошли многие колумбийские партии, включая «Гуманную Колумбию», Альтернативный демократический полюс, Патриотический союз, Колумбийскую коммунистическую партию, «Демократическое единство», Движение коренных народов и социальной альтернативы, Движение в защиту прав народа и другие. Коалиция заняла первое место на парламентских выборах 13 марта 2022 года, от неё избрались 20 сенаторов и 27 депутатов Палаты представителей. На президентских выборах 29 мая 2022 года её представляют кандидат в президенты Густаво Петро и в вице-президенты Франсия Маркес.

## История

### Основание
В преддверии парламентских и президентских выборов 2022 года несколько политических лидеров провели 11 февраля 2021 года пресс-конференцию, на которой официально представлена коалиция. Среди лидеров выделяются Густаво Петро, Густаво Боливар, Александр Лопес, Айда Авелла, Иван Сепеда, Мария Хосе Писарро, Франсия Маркес . Блок считает своей миссией представить список, получивший большинство в конгрессе, и кандидатуру, которая может пройти на пост президента республики .
Среди учредителей — Гуманная Колумбия, Патриотический союз, Альтернативный демократический полюс и Альтернативное коренное и социальное движение. Позже, с намерением расширить коалицию, был налажен диалог с различными партиями, такими как Зелёный альянс.
После решения Зелёного альянса предоставить своим активистам полную свободу действий для поддержки предпочитаемого ими кандидата в президенты, несколько членов альянса поддержали Исторический пакт. В нее также были интегрированы другие организации, такие как Широкий демократический альянс, MODEP, Гражданская сила, Конгресс народов, Партия труда Колумбии и Общие (бывшая партия FARC). Кроме того, с ростом популярности коалиции к ней присоединились и поддержали разные политики страны.

### Межпартийные праймериз
В марте 2021 года коалиция предложила провести Всенародные праймериз для определения единого кандидата на президентских выборах в мае 2022 года . Человек, занявший второе место, будет выдвинут кандидатом в вице-президенты.
Кандидатами, которые участвовали, были сенатор Густаво Петро, Франсия Маркес, эколог и активистка афроколумбийской диаспоры; Арелис Уриана, местный лидер общины вайу ; Протестантский лидер Альфредо Сааде Вергель и Камило Ромеро, бывший губернатор Нариньо.
Праймериз состоялись 13 марта 2022 года, вместе с праймериз коалиций Центр надежды и Команда для Колумбии, при этом Исторический пакт получил наибольшее количество голосов. В результате кандидат Густаво Петро стал победителем с 80,50 % голосов, а Франсия Маркес заняла второе место с 14,05 % голосов. 23 марта 2022 года была обнародована президентская формула.